# Latarnia morska Coquet
Latarnia morska Coquet – latarnia morska położona na niewielkiej wyspie Coquet około półtora kilometra od miasta Amble w Northumberland. Latarnia wraz z przyległymi zabudowaniami została w 1969 roku wpisana na listę zabytków English Heritage.
Latarnia została zbudowana  w 1841 roku przez Trinity House według projektu Jamesa Walkera na pozostałościach wcześniej istniejącego na wyspie klasztoru. Latarnia została zelektryzowana w 1976 roku, a w pełni zautomatyzowana w 1990 roku. 
Zasięg światła białego wynosi 19 Mm, a czerwonego 15 Mm. Obecnie stacja jest monitorowana z Trinity House Operations & Planning Centre w Harwich.